# グレイ郡 (テキサス州)
グレイ郡（グレイぐん、英: Gray County）は、アメリカ合衆国テキサス州の北部に位置する郡である。2010年国勢調査での人口は22,535人であり、2000年の22,744人から0.9%減少した。郡庁所在地はパンパ市（人口18,994人）であり、同郡で人口最大の都市でもある。郡名はアメリカ連合国の弁護士であり、南北戦争では軍人となったピーター・W・グレイに因んで名付けられた。
グレイ郡はロバーツ郡と共にパンパ小都市圏を構成している。
グレイ郡はホワイトディア土地管理会社の中心だったが、1957年に運営を止めた。この会社の歴史はパンパ市にあるホワイトディア土地博物館のテーマであるが、その古文書はランドール郡キャニオンにあるパンハンドル・プレーンズ歴史博物館に収められている。1903年から1924年までこの会社の代理人だったティモシー・ドワイト・ホバートが1927年にパンパ市長に選出された。

## 地理
アメリカ合衆国国勢調査局に拠れば、郡域全面積は929平方マイル (2,406.1 km2)であり、このうち陸地928平方マイル (2,403.5 km2)、水域は1平方マイル (2.6 km2)で水域率は0.10%である。

### 主要高規格道路
- 州間高速道路40号線
- アメリカ国道60号線
- テキサス州道70号線
- テキサス州道152号線
- テキサス州道273号線

### 隣接する郡
- ロバーツ郡 - 北
- ウィーラー郡 - 東
- ドンリー郡 - 南
- カーソン郡 - 西

### 国立保護地域
- マクレラン・クリーク国立草原

## 人口動態
以下は2000年の国勢調査による人口統計データである。
| 基礎データ - 人口: 22,744人 - 世帯数: 8,793 世帯 - 家族数: 6,049 家族 - 人口密度: 9人/km2（24人/mi2） - 住居数: 10,5678軒 - 住居密度: 4軒/km2（11軒/mi2） 人種別人口構成 - 白人: 82.15% - アフリカン・アメリカン: 5.85% - ネイティブ・アメリカン: 0.94% - アジア人: 0.39% - 太平洋諸島系: 0.02% - その他の人種: 8.23% - 混血: 2.42% - ヒスパニック・ラテン系: 13.01% 年齢別人口構成 - 18歳未満: 24.0% - 18-24歳: 8.4% - 25-44歳: 27.2% - 45-64歳: 22.3% - 65歳以上: 18.1% - 年齢の中央値: 39歳 - 性比（女性100人あたり男性の人口） - 総人口: 104.0 - 18歳以上: 103.7 | 世帯と家族（対世帯数） - 18歳未満の子供がいる: 30.0% - 結婚・同居している夫婦: 57.0% - 未婚・離婚・死別女性が世帯主: 9.0% - 非家族世帯: 31.2% - 単身世帯: 28.7% - 65歳以上の老人1人暮らし: 15.3% - 平均構成人数 - 世帯: 2.39人 - 家族: 2.93人 収入と家計 - 収入の中央値 - 世帯: 31,368米ドル - 家族: 40,0191米ドル - 性別 - 男性: 32,401米ドル - 女性: 20,158米ドル - 人口1人あたり収入: 16,702米ドル - 貧困線以下 - 対人口: 13.8% - 対家族数: 11.2% - 18歳未満: 17.6% - 65歳以上: 9.6% |

## 都市と町
- アランリード、未編入領域
- レフォーズ
- マクリーン
- パンパ - 郡庁所在地